# 레너드 울프

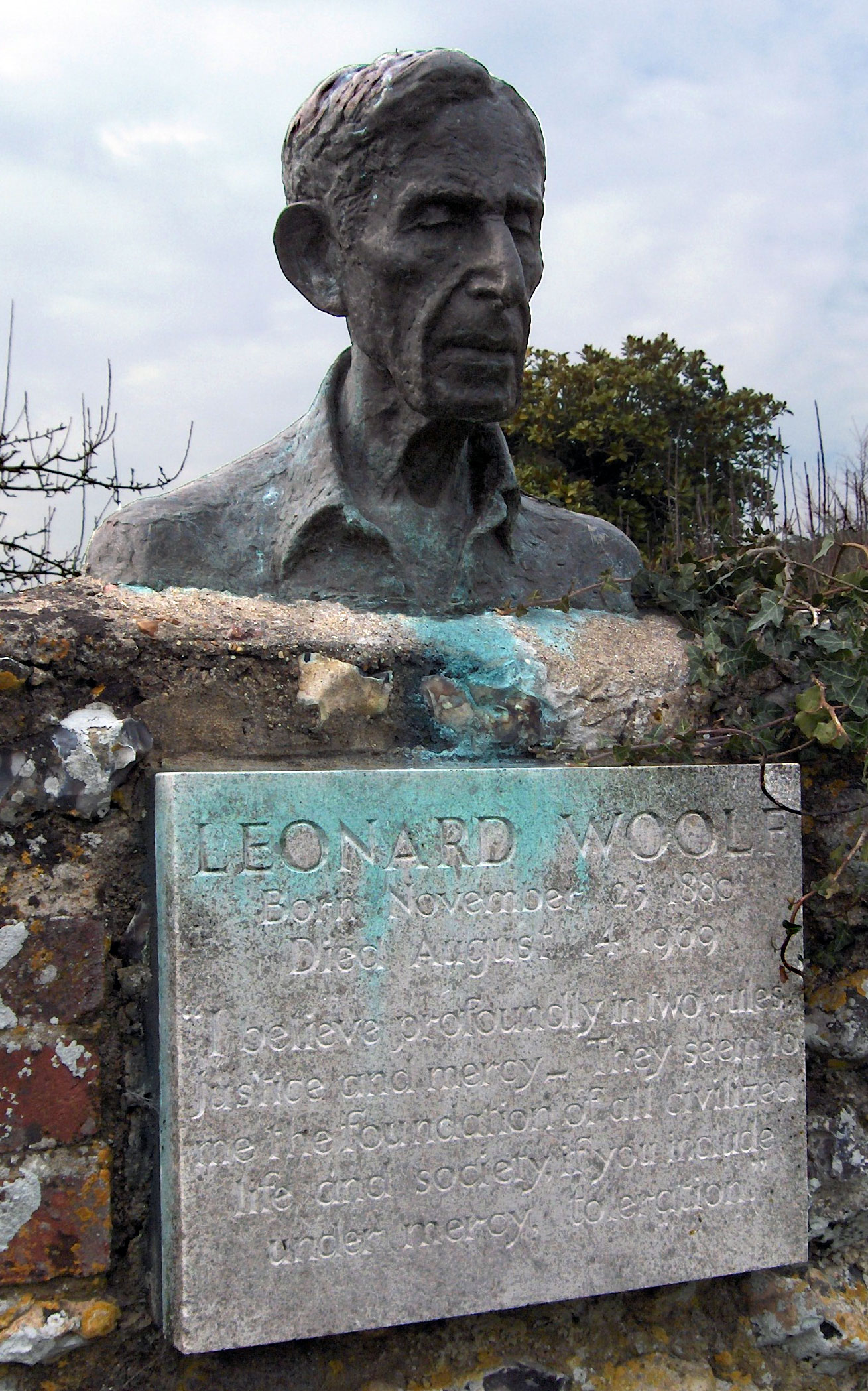
레너드 울프의 흉상

레너드 시드니 울프(영어: Leonard Sidney Woolf, 1880년 11월 25일 ~ 1969년 8월 14일)는 잉글랜드의 공무원이자 작가로, 모더니즘 작가 버지니아 울프의 남편이다. 그는 아내 버지니아와 함께 블룸스버리 그룹의 일원이었으며, 버지니아와는 1912년에 결혼했다. 이후 아내가 유명한 작가로 성장하는데 큰 도움을 주었다.